# 今治商業専門学校
今治商業専門学校（いまばりしょうぎょうせんもんがっこう）は、愛媛県今治市にある専門学校である。

## 学校概要
- 所在地：愛媛県今治市中日吉町1丁目7-8
- 運営：学校法人白光学園

## 沿革
- 1948年 - 今治高等珠算簿記学校を設立。
- 1958年 - 現在地に移転。
- 1965年 - 今治商業高等専修学校に改称。
- 1994年 - 今治商業専門学校に改称。

## 設置学科

### 専門課程
- 情報経理科（2年制）
- ビジネス経理課（1年制）

### 一般課程
- 簿記科
- コンピューター科
- 珠算科
- 電卓科
- 医療事務コース

## 主な資格取得
- 初級システムアドミニストレータ
- パソコン財務会計主任者試験
- 全国経理教育協会簿記能力検定
- 全国珠算教育連盟主催珠算検定
- 漢字検定 等。

## アクセス
- JR四国予讃線今治駅から徒歩で約1分。

## 周辺
- 今治市立中央図書館
- 今治明徳高等学校本校
- 今治市立日吉中学校
- 愛媛県立今治北高等学校